# Me and Paul
Me and Paul es el trigesimotercer álbum de estudio del músico estadounidense Willie Nelson publicado por la compañía discográfica S&P Records en 1986. El álbum, cuyo título hace referencia al batería Paul English, colaborador de Nelson desde hace años, llegó al puesto tres en la lista Top Country Albums de Billboard y al 152 en la Billboard 200.

## Lista de canciones
Todas las canciones compuestas por Willie Nelson excepto donde se anota.
1. "I Been to Georgia on a Fast Train" (Billy Joe Shaver) - 3:12
2. "Forgiving You Was Easy" - 2:51
3. "I Let My Mind Wander" - 4:02
4. "I'm a Memory" - 2:12
5. "She's Gone" - 3:09
6. "Old Five & Dimers Like Me" (Billy Joe Shaver) - 3:08
7. "I Never Cared For You" - 2:06
8. "You Wouldn't Cross the Street (To Say Goodbye)" - 3:01
9. "Me and Paul" - 2:54
10. "One Day at a Time" - 2:11
11. "Pretend I Never Happened" - 3:37
12. "Black Rose" (Billy Joe Shaver) - 2:36

## Personal
- Willie Nelson - guitarra y voz
- Billy Gene English - batería
- Paul English - batería y percusión
- Grady Martin - guitarra
- Bobbie Nelson - piano
- Bobby Nelson - piano
- Jody Payne - guitarra
- Mickey Raphael - armónica
- Bee Spears - bajo

## Posición en listas
| País           | Lista              | Posición |
| -------------- | ------------------ | -------- |
| Estados Unidos | Top Country Albums | 3        |
| Estados Unidos | Billboard 200      | 152      |